# Nowy Gruszczyn
Nowy Gruszczyn – część wsi Gruszczyn w Polsce, położona w województwie mazowieckim, w powiecie kozienickim, w gminie Magnuszew. Leży w południowo-wschodniej części wsi.
Wierni kościoła rzymskokatolickiego należą do parafii św. Rocha w Mniszewie.
Dawniej samodzielna wieś i gromada w gminie Rozniszew. W latach 1954–1972 wieś należała do gromady Mniszów. W latach 1975–1998 miejscowość administracyjnie należała do województwa radomskiego.